# Stephanoceratidae
Stephanoceratidae es una familia de amonitas planuladas y coronadas dentro de Stephanoceratoidea.  Las conchas son evolutas de modo que todos los verticilos están expuestos y tienen fuertes nervaduras que se bifurcan, es decir, se parten en dos, en los flancos. Muchos tienen tubérculos en el punto de bifurcación. Las secciones de verticilo son generalmente subequant; el borde exterior, o venter, comúnmente redondeado.
Stephanoceratidae se deriva de Otoitidae. Sus fósiles se encuentran en sedimentos del Jurásico Superior Medio e Inferior.

## Subfamilias y géneros
- Cadomitinae
- Frebolditinae
- Garantianinae
- Mollistephaninae
- Stephanoceratinae
  - Ermoceras
  - Kosmermoceras
  - Kumatostephanus
  - Skirroceras
  - Skolekostephanus
  - Stemmatoceras
  - Telermoceras
  - Stephanoceras